# Campionati italiani di triathlon del 2020
I Campionati italiani di triathlon del 2020 (XXXII edizione) sono stati organizzati dalla Flipper Triathlon in collaborazione con la Federazione Italiana Triathlon e si sono tenuti a S. Benedetto del Tronto nelle Marche, in data 25 ottobre 2020.
Tra gli uomini ha vinto Delian Dimko Stateff  ( Fiamme Azzurre), mentre la gara femminile è andata a Luisa Iogna-Prat  (DDS).
Hanno vinto il titolo italiano Under 23 Nicolò Strada e Sharon Spimi, entrambi giunti terzi assoluti. 

## Risultati

### Élite uomini
| Pos. | Atleta                   | Società sportiva         | Nuoto    | Bici     | Corsa    | Totale   |
| ---- | ------------------------ | ------------------------ | -------- | -------- | -------- | -------- |
|      | Delian Dimko Stateff     | Fiamme Azzurre           | 00:18:41 | 00:55:08 | 00:30:58 | 01:45:35 |
|      | Giulio Molinari          | Carabinieri              | 00:19:43 | 00:54:15 | 00:32:11 | 01:47:02 |
|      | Nicolò Strada            | Raschiani Triathlon      | 00:18:33 | 00:55:32 | 00:32:20 | 01:47:31 |
| 4    | Mattia Ceccarelli        | Overcome                 | 00:19:43 | 00:54:11 | 00:32:56 | 01:48:14 |
| 5    | Alessio Crociani         | Triathlon Team Riccione  | 00:17:58 | 00:58:09 | 00:31:33 | 01:48:32 |
| 6    | Michele Sarzilla         | DDS                      | 00:19:51 | 00:57:27 | 00:30:41 | 01:48:52 |
| 7    | Alessandro De Angelis    | Minerva Roma             | 00:19:30 | 00:57:16 | 00:31:20 | 01:48:59 |
| 8    | Nicola Azzano            | Carabinieri              | 00:19:29 | 00:00:00 | 01:49:00 | 01:49:00 |
| 9    | Alessandro Degasperi     | Dolomitica Nuoto CTT     | 00:21:47 | 00:56:22 | 00:31:35 | 01:50:56 |
| 10   | Emanuele Faraco          | Terra dello Sport        | 00:20:13 | 00:57:44 | 00:32:35 | 01:51:29 |
| 11   | Federico Zamò            | The Hurricane            | 00:20:42 | 00:58:19 | 00:31:56 | 01:51:56 |
| 12   | Riccardo Brighi          | CUS Parma                | 00:20:26 | 00:57:57 | 00:32:50 | 01:52:07 |
| 13   | Giulio Soldati           | T.D. Rimini              | 00:19:17 | 00:58:32 | 00:33:22 | 01:52:08 |
| 14   | Federico Spinazzè        | Silca Ultralite          | 00:20:25 | 00:57:25 | 00:33:29 | 01:52:35 |
| 15   | Andrea Giacomo Secchiero | Fiamme Oro               | 00:19:41 | 01:00:25 | 00:32:04 | 01:53:01 |
| 16   | Mauro Pera               | Team Ladispoli Triathlon | 00:20:15 | 00:58:19 | 00:33:59 | 01:53:51 |
| 17   | Giulio Pugliese          | Torrino-Roma Triathlon   | 00:19:26 | 00:58:09 | 00:35:22 | 01:53:57 |
| 18   | Francesco Gazzina        | Minerva Roma             | 00:19:05 | 00:58:59 | 00:34:54 | 01:54:09 |
| 19   | Davide Bajo              | The Hurricane            | 00:21:01 | 00:57:35 | 00:34:40 | 01:54:17 |
| 20   | Matteo Carlo Perri       | Minerva Roma             | 00:19:55 | 01:00:02 | 00:33:18 | 01:54:20 |

### Élite donne
| Pos. | Atleta              | Società sportiva          | Nuoto    | Bici     | Corsa    | Totale   |
| ---- | ------------------- | ------------------------- | -------- | -------- | -------- | -------- |
|      | Luisa Iogna-Prat    | DDS                       | 00:20:26 | 00:59:39 | 00:36:26 | 01:57:31 |
|      | Ilaria Zane         | DDS                       | 00:20:11 | 01:03:45 | 00:34:30 | 01:59:24 |
|      | Sharon Spimi        | The Hurricane             | 00:20:04 | 01:04:25 | 00:36:15 | 02:01:43 |
| 4    | Bianca Seregni      | DDS                       | 00:19:43 | 01:04:11 | 00:37:01 | 02:02:01 |
| 5    | Costanza Arpinelli  | Minerva Roma              | 00:21:58 | 01:07:03 | 00:34:50 | 02:04:55 |
| 6    | Lilli Gelmini       | 707 Triathlon Team        | 00:21:15 | 01:05:35 | 00:38:19 | 02:06:06 |
| 7    | Asia Mercatelli     | Raschiani Triathlon       | 00:22:00 | 01:09:10 | 00:36:27 | 02:08:47 |
| 8    | Vittoria Bergamini  | Riviera Triathlon 1992    | 00:21:38 | 01:05:15 | 00:40:51 | 02:08:54 |
| 9    | Michela Pozzuoli    | Minerva Roma              | 00:21:03 | 01:07:05 | 00:40:08 | 02:09:14 |
| 10   | Lisa Schanung       | T.D. Rimini               | 00:22:19 | 01:06:21 | 00:39:52 | 02:09:38 |
| 11   | Francesca Crestani  | CY Laser TriSchio         | 00:22:38 | 01:08:48 | 00:37:14 | 02:09:42 |
| 12   | Alessandra Tamburri | Minerva Roma              | 00:20:47 | 01:07:49 | 00:41:12 | 02:10:54 |
| 13   | Carlotta Bonacina   | Raschiani Triathlon       | 00:21:30 | 01:10:43 | 00:37:48 | 02:10:59 |
| 14   | Alessia Righetti    | Raschiani Triathlon       | 00:22:03 | 01:08:38 | 00:39:20 | 02:11:12 |
| 15   | Chiara Cavalli      | Sai Frecce Bianche        | 00:25:49 | 01:05:31 | 00:38:38 | 02:11:20 |
| 16   | Giada Stegani       | Leosport Triathlon        | 00:20:45 | 01:09:46 | 00:41:55 | 02:13:34 |
| 17   | Elisa Terrinoni     | Minerva Roma              | 00:21:38 | 01:09:41 | 00:41:15 | 02:13:35 |
| 18   | Gloria Cisotto      | Stradivari Triathlon Team | 00:24:56 | 01:07:03 | 00:40:43 | 02:14:15 |
| 19   | Eleonora Peroncini  | Valdigne Triathlon        | 00:25:46 | 01:07:08 | 00:40:08 | 02:14:16 |
| 20   | Cristina Ventura    | Magma Team                | 00:21:11 | 01:10:49 | 00:41:30 | 02:14:38 |